# Chohal
Chohal è una suddivisione dell'India, classificata come census town, di 7.433 abitanti, situata nel distretto di Hoshiarpur, nello stato federato del Punjab. In base al numero di abitanti la città rientra nella classe V (da 5.000 a 9.999 persone).

## Geografia fisica
La città è situata a 31° 36' 34 N e 75° 57' 56 E.

## Società

### Evoluzione demografica
Al censimento del 2001 la popolazione di Chohal assommava a 7.433 persone, delle quali 4.405 maschi e 3.028 femmine. I bambini di età inferiore o uguale ai sei anni assommavano a 1.179, dei quali 617 maschi e 562 femmine. Infine, coloro che erano in grado di saper almeno leggere e scrivere erano 5.300, dei quali 3.435 maschi e 1.865 femmine.